# Мариетта (Миннесота)
Мариетта (англ. Marietta) — город в округе Лак-ки-Парл, штат Миннесота, США. На площади 1 км² (1 км² — суша, водоёмов нет), согласно переписи 2002 года, проживают 174 человека. Плотность населения составляет 171,9 чел./км².
- Телефонный код города — 320
- Почтовый индекс — 56257
- FIPS-код города — 27-40526[1]
- GNIS-идентификатор — 0647534[2]